# Rustumite
La rustumite è un minerale.